# كارل لويس
فريديريك كارلتون «كارل» لويس (بالإنجليزية: Carl Lewis) (من مواليد 1 تموز / يوليو 1961) هو رياضي أمريكي متقاعد لألعاب القوى فاز بعشر ميداليات أولمبية منها تسعة ذهبية، و10 ميداليات في بطولة العالم لألعاب القوى، منها 8 ذهبية، وفي مهنته الطويلة تربّع على عرش ألعاب القوى من عام 1979 عندما حقق أول التصنيف العالمي إلى عام 1996 أين فاز باللقب الأولمبي، وبعد تقاعده يعيش حاليا في لوس انجلس حيث ينتهج العمل الوظيفي.
لويس كان عداء مهيمنا ؛ حيث تصدر التصنيف العالمي في 100 م و200 م والوثب الطويل وفاز بكثير من الأحداث الرياضيّة من عام 1981 إلى أوائل التسعينات، وحصل على لقب رياضي السنة في الأعوام 1982 و1983 و1984 وحقق أرقاما قياسية عالمية في 100 م و200 م وشباقات التتابع 4 × 100 متر و4 × 200 م. 
حقق 65 انتصارا متتاليا في الوثب الطويل على مدى 10 سنوات وهي واحدة من أطول سلاسل الانتصارات المتتالية في الميدان الرياضي.
الانجازات التي حقّقها كارل لويس خوّلته كي ينال العديد من التقديرات، حيث حصل على لقب «رياضي القرن» من قبل اللجنة الأولمبية الدولية والتي تحمل عنوان «أوليمبيو القرن» من قبل مجلة أمريكيه رياضيّة.
كما انه ساعد في تحويل مسار ألعاب القوى من الهواية إلى المهنيّة، وبالتالي تمكين الرياضيين من تحقيق ربح أكبر والبقاء أطول وقت في وظيفتهم.